# 히가시혼간지

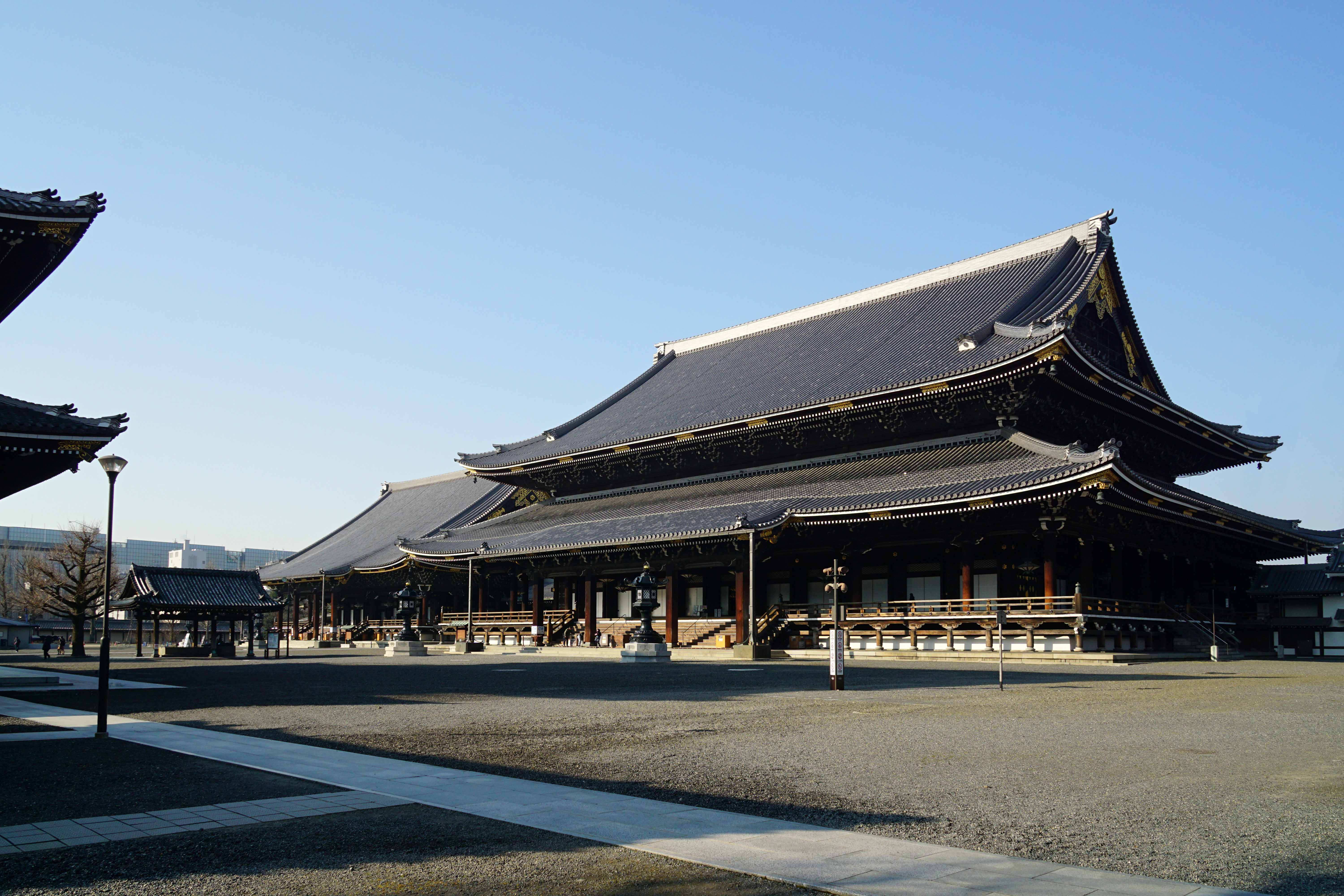
히가시혼간지

히가시 혼간지(東本願寺)는 교토부 교토시 시모교구 가라스마 17조에 있는 진종 오오타니파의 본산의 통칭이다. 정식 명칭은 ‘真宗本廟’이다. 호리카와 17조에 있는 '니시혼간지'(정식 명칭 ‘간지’)의 동쪽에 위치하는 '히가시혼간지'라고 통칭된다. 또한 진종 오타니 파(이후 오타니 파)로 ‘히가시혼간지’의 통칭을 공식 홈페이지, 출판물 등에 이용 정식 명칭 ‘真宗本廟’와 함께하고 있다. 그 외에도 오히가시(お東), 오히가시 산(お東さん)이라고도 불린다.
2015년 현재 문의 수장(門首)은 1996년부터 이어온 오타니 초오켄(大谷暢顯, 淨如)이다.

## 역사
히가시 혼간지는 쇼군 도쿠가와 이에야스에 의해 1602년 설립되었다. 이에야스는 ‘혼간지’(本願寺)의 힘을 약화시키기 위해 ‘히가시혼간지’(東本願寺)와 ‘니시혼간지’(西本願寺) 2개로 분리시켰다. 현 위치에 지어진 것은 1658년이다.
정토진종의 창시자인 신란의 유골이 있는 영묘가 경내에 있다. 영묘는 원래 1272년에 만들어졌으나, 1670년에 히가시 혼간지에 옮겨졌다.
20세기에 이르러, 정치적 불화, 재정적 스캔들 그리고 종파 분쟁 등으로 시끄러워졌고, 결과적으로 많은 하위 종파로 쪼개졌다. 통계에 따르면 히기시 혼간지의 최대 종파인 신슈 오타니파는 550만명에 이르는 신도가 있다. 이러한 혼란에도 불구하고, 히가시 혼간지는 소가 료진, 기요자와 만시, 가네코 다이에이 그리고 하야 아케가라스와 같은 영향력 있는 사상가들을 배출해 냈다.

## 같이 보기
- 니시혼간지
- 혼간지